# Harold Masursky
Harold Masursky (23 decembrie 1922 — 24 august 1990) a fost un geolog și astronom din american.
Asteroidul 2685 Masursky îi poartă numele.